# Aquilegia nivalis
Aquilegia nivalis är en ranunkelväxtart som beskrevs av Hugh Falconer och John Gilbert Baker. Aquilegia nivalis ingår i släktet aklejor, och familjen ranunkelväxter. Inga underarter finns listade i Catalogue of Life.